# 규암 부산서원
규암 부산서원은 충청남도 부여군 규암면에 있다. 2015년 10월 30일 부여군의 향토문화유산 제128호로 지정되었다.

## 같이 보기
- 부산각서석 - 충청남도 유형문화재 제47호
- 부산서원 고문서 - 충청남도 문화재자료 제420호